# Звонарь
это статья — о церковной должности, а биологическом роде птиц смотреть звонари
Звона́рь — церковная должность в православии, мастер звонарского дела; занимающее её лицо обязано при богослужениях звонить в храмах в колокола или в била.
В древней церкви этой отдельной должности не существовало. В первой главе «Чин малой вечерни» Типикона лавры Саввы Освященного, который в настоящее время в качестве устава используется в Православной церкви, записано:
Пре́жде со́лнечнагω захождéнїѧ дне суббώтнагω, прихо́дитъ параекклисїáрхъ [си́рѣчь кандиловжига́тель] къ предстоѧ́телю, и твори́тъ поклонéнїе єму́, ӡнáменуѧ пришéствїемъ свои́мъ врéмѧ кле́паніѧ. И вӡeмъ бл҃гословéнїе, иӡшéдъ кле́плетъ въ ма́лый ка́мпанъ
По церковным правилам эта должность приравнивается к обязанностям параэклизиарха, иначе парамонаря (в просторечии — пономаря).
Одним из немногих мастеров-звонарей в СССР был В. И. Машков.
Самыми известными звонарями РСФСР XX века являлись игумен Михей (Тимофеев), звонарь Троице-Сергиевой Лавры в 1963—2009 годах, и К. К. Сараджев, обладавший абсолютным слухом. Писательница А. И. Цветаева посвятила К. К. Сараджеву статью «Сказ о звонаре московском». Позднее она написала вместе с братом Константина — Нилом Константиновичем Сараджевым книгу «Мастер волшебного звона».
Секреты мастерства звонарей на Руси передавались из поколения в поколение, однако в XX веке это искусство было почти утеряно. В настоящее время действуют несколько возрождающих старинные традиции школ звонарей в Москве, Сибирский центр колокольного искусства Новосибирской митрополии и Школа православных звонарей «Кузнецкая звонница» Кузбасской митрополии. В 2016 году в Барнауле Алтайского края начал работу Алтайский центр звонарского мастерства.
Звонарями могут стать не только мужчины, но и женщины в возрасте от 12 до 65 лет.